# Гипотеза Пойи

График сумм вплоть до. Колебания обусловлены первыми нетривиальными нулями дзета-функции Римана.

Отрезок, на котором впервые нарушается гипотеза Пойи, крупным планом.

Логарифмический график вплоть до. Зелёным выделен участок, в котором происходит первое нарушение гипотезы. Синяя кривая показывает вклад нетривиальных нулей дзета-функции Римана в колебания функции.

Гипотеза Пойи — гипотеза в теории чисел, выдвинутая Дьёрдем Пойей в 1919 году и опровергнутая Хейзелгроувом в 1958 году. Значение наименьшего контрпримера к ней — 906 150 257 — часто используется как иллюстрация к тому, что даже гипотезы, проверенные на огромных числовых промежутках, могут быть опровергнуты и требуют строгих доказательств.
Гипотеза утверждает, что не меньше половины натуральных чисел, меньших любого заранее фиксированного числа, разлагаются на нечётное количество простых множителей с учётом кратности, то есть для любого {\displaystyle n} выполнено неравенство:
{\displaystyle L(n)=\sum _{k=1}^{n}\lambda (k)\leqslant 0},
где {\displaystyle \lambda (k)} — функция Лиувилля, принимающая значение {\displaystyle 1}, если {\displaystyle k} разлагается на чётное количество простых множителей с учётом кратности, и {\displaystyle -1} в противном случае. Здесь фраза «с учётом кратности» означает, что каждый множитель учитывается количество раз, равное его степени в разложении.
Гипотеза была опровергнута в 1958 году Хейзелгроувом, показавшим, что существует контрпример, и оценившим его в примерно {\displaystyle 1{,}845\cdot 10^{361}}. Первый конкретный контрпример был найден Шерманом-Леманом в 1960 году — 906 180 359. В 1980 году был вычислен наименьший контрпример — 906 150 257. Гипотеза ложна для большинства чисел между 906 150 257 и 906 488 079; максимум, которого достигает {\displaystyle L(n)} в этом диапазоне — 829 (для 906 316 571). Неизвестно, меняет ли {\displaystyle L(n)} знак бесконечное количество раз.

## Нули функции
Нули функции {\displaystyle L(n)} распределены крайне неравномерно, их последовательность начинается следующим образом:
2; 4; 6; 10; 16; 26; 40; 96; 586; 906 150 256; 906 150 294; 906 150 308; 906 150 310; 906 150 314, …
Медленный рост продолжается вплоть до члена под номером 252, равного 906 488 080, а следующий член уже равен 351 100 332 278 250.